# Cambados (Gerichtsbezirk)
Der Gerichtsbezirk Cambados ist einer der 13 Gerichtsbezirke in der Provinz Pontevedra.
Der Bezirk umfasst 6 Gemeinden auf einer Fläche von 190,28 km² mit dem Hauptquartier in Cambados.

## Gemeinden
| Gemeinde                | Einwohner (2024) | Fläche km² | Dichte Einw./km² | Cod INE | Postleitzahl |
| ----------------------- | ---------------- | ---------- | ---------------- | ------- | ------------ |
| Cambados                | 13.752           | 23,44      | 587              | 36006   | 36630        |
| O Grove                 | 10.821           | 21,89      | 494              | 36022   | 36989        |
| Meaño                   | 5.264            | 27,77      | 190              | 36027   | 36967        |
| Meis                    | 4.703            | 52,39      | 90               | 36028   | 36637        |
| Ribadumia               | 5.212            | 19,71      | 264              | 36046   | 36636        |
| Sanxenxo                | 17.914           | 45,08      | 397              | 36051   | 36960        |
| Gerichtsbezirk Cambados | 57.666           | 190,28     | 303              | –       | –            |